# Parmops echinatus
Parmops echinatus is een straalvinnige vissensoort uit de familie van lantaarnvissen (Anomalopidae). De wetenschappelijke naam van de soort is voor het eerst geldig gepubliceerd in 2001 door Johnson, Seeto & Rosenblatt.